# Нива (Юргамиський район)
Ни́ва (рос. Нива) — селище у складі Юргамиського району Курганської області, Росія. Входить до складу Юргамиської селищної ради.
Населення — 49 осіб (2010, 59 у 2002).